# 福嶌紗英
福嶌 紗英（ふくしま さえ、2004年9月29日 - ）は、日本の子役。モンドラナエンタテインメントに所属していた。

## 人物
- 特技は笑顔、フラダンス[1]。
- 趣味はダンス、おままごと[1]。
- チャームポイントは笑顔[1]。

## 出演

### テレビ
- 世界の果てまでイッテQ!（日本テレビ）「橋の向こうへ行く祭り」娘役
- 24時間テレビ（日本テレビ）2010年再現VTR
- 人生が変わる1分間の深イイ話（日本テレビ）VTR
- 魔女たちの22時（日本テレビ）VTR
- リカちゃんハッピースクール（2011年、キッズステーション）
- リカちゃんハッピー×2スクール（2012年、キッズステーション）
- リカちゃんハッピー×3スクール（2012年、キッズステーション）

### コマーシャル
- 東京メトロ　ホームドア編
- すき家　「みんなで食べよう」編
- クラシエ「ナイーブ」
- イオン黄色いレシートキャンペーン（2012年）

### スチール
- ENEOSエネファームカタログ
- ユーカリが丘ビオウィング
- イオン着る毛布
- ワールドカタログ
- 富士フイルム 店頭用サンプル
- ベネッセカタログ「すっく」2009年10月
- 住友ゴム工業株式会社
- 横浜市博物館

### プロモーションビデオ
- 福原美穂（ソニーレコード）